# 国際連合安全保障理事会決議86
国連安全保障理事会決議86（こくさいれんごうあんぜんほしょうりじかいけつぎ86、英: United Nations Security Council Resolution 86, UNSCR86）は、1950年9月26日に国際連合安全保障理事会で採択された決議。インドネシア共和国を国連憲章の第4条に定められた条件を満たす平和を愛好する国であると認定し、総会が承認することを勧告した決議である。これによりインドネシア共和国が国連に加盟した。
賛成10票のもとで採択された。中華民国が投票を棄権した。